# Pär Ericsson
Pär Ericsson, född 21 juli 1988 i Karlstad, är en svensk fotbollsspelare som spelar för Deje IK.
Ericsson var nominerad till Årets nykomling i allsvenskan 2009. Efter säsongen 2018 meddelade Ericsson att han avslutade sin fotbollskarriär. Pär Ericsson är med sina sex klubbar den spelare som representerat flest klubbar i Allsvenskans historia. 

## Klubbkarriär

### Ungdomstiden
Ericsson växte upp i Deje i Värmland. Under ungdomsåren var han aktiv inom flera olika sporter förutom fotboll såsom längdskidåkning, innebandy, friidrott, handboll och ishockey. Fotbollskarriären inleddes i Deje IK och han blev under junioråren värvad till Carlstad United. Säsongen 2007 gjorde han 11 mål för klubben, som då spelade i division ett södra. Efterföljande säsong började knackigt och det dröjde ända till maj innan han gjorde säsongens första mål. Ericsson beskrev det själv i efterhand som att "jag blev väl lite... utbränd" och att han kände "en press på mig efter det första året då jag blev bäste målskytt i Carlstad United."

### Övergångsrykten och flytt till Degerfors
Under våren och sommaren 2008 var flera klubbar intresserade av att värva Ericsson. Han var på provträning med Hammarby, Degerfors hörde av sig till honom och ett tag såg det ut som om Örgryte skulle bli hans nästa klubbadress. Gais hann dock före och Ericsson valde att skriva på som Bosman då hans kontrakt med Carlstad United gick ut efter säsongen. Ericssons val att lämna klubben i en Bosman-övergång blev starkt kritiserat av Carlstad Uniteds styrelse eftersom klubben gick miste om en övergångssumma och eventuella vidareförsäljningsavtal, och beslutade att stänga av Ericsson från vidare spel i a-laget. Beslutet att stänga av honom under höstsäsongen resulterade dock i att lagets tränarduo avgick. Händelserna fick stort utrymme i lokalmedia under den efterföljande tiden. I stället för spel i klubbens juniorlag blev Ericsson under hösten utlånad till superettaklubben Degerfors IF. Ericsson presterade väl i sin nya klubb, men hans sex mål räckte inte till för att rädda kvar klubben i superettan.

### Debut i Allsvenskan
Ericsson flyttade till Göteborg och Gais inför säsongen 2009. Han tog en plats i Gais a-lag under en försäsong där han lyckades göra tre mål på sex träningsmatcher. I den första allsvenska matchen för säsongen, mot Örgryte, spelade han som ensam anfallare. Gais vann matchen med 5–1 och Ericsson gjorde det första målet redan efter sex minuter. Ericsson spelade 30 allsvenska matcher, varav 28 från start, under sin debutsäsong och gjorde totalt sex mål. Han blev nominerad till Årets nykomling i allsvenskan 2009.

### Övergång till IFK Göteborg
Ericsson lämnade Gais för IFK Göteborg inför säsongen 2010. Gais beskrev affären som "den största affär som GAIS... har gjort" men valde att inte offentliggöra övergångssumman. Media spekulerade i att Ericsson kostat cirka sex miljoner kronor plus vidareförsäljningsavtal. Den 9 juli 2011 lånade IFK Göteborg ut Ericsson till den allsvenska konkurrenten Mjällby AIF för säsongen 2011. Inför säsongen 2012 ratades Ericsson av IFK Göteborgs nya tränare Mikael Stahre och genom ekonomisk hjälp från huvudsponsorn Teleffekt AB kunde Mjällby AIF på nytt låna anfallaren...

### Deje IK
Under våren 2019 återvände Ericsson till moderklubben Deje IK. Han gjorde nio mål på 16 matcher i Division 6 under säsongen 2019. Följande säsong gjorde Ericsson 11 mål på åtta matcher.

## Landslagskarriär
Ericsson debuterade i Sveriges U21-landslag den 5 juni 2009 i en träningsmatch mot Slovakien. Hans första mål i U21-landslaget kom den 11 oktober 2009 i en EM-kvalmatch mot Kazakstan.